# 권오규 (1966년)
권오규(1966년 2월 3일 경북 안동 ~ )는 대한민국의 정치인이다. 의왕시의원을 역임했다.

## 학력
- 안동고등학교 졸업
- 성결대학교 지역사회개발과 졸업
- 고려대학교 정책대학원 행정학과 석사

## 역대 선거 결과
|  | 28.24% |

|  | 42.11% |

|  | 41.61% |

|  | 21.05% |